# Grover Stewart
Grover Stewart (Camilla, Georgia, 20 de octubre de 1993) es un jugador profesional estadounidense de fútbol americano que se desempeña en la posición de defensive tackle en Indianapolis Colts, equipo de la National Football League (NFL).

## Carrera
Fue seleccionado en la cuarta ronda en la Reunión Anual de Selección de Jugadores de la NFL de 2017. Hizo su debut profesional con el equipo Indianapolis Colts, donde lleva jugando siete temporadas.